# Corcovado (berg)
De Corcovado (Portugees voor "gebochelde") of voluit de Morro de Corcovado is een berg in Rio de Janeiro in Brazilië. De berg is een 710 meter hoge granietkoepel, en bevindt zich in het Floresta da Tijuca, een nationaal park en tevens het grootste metropole bos. De Corcovado ligt ten westen van het centrum, maar binnen de grenzen van de stad en is zichtbaar vanaf grote afstand. De berg is wereldwijd bekend vanwege het beeld Cristo Redentor op de top. Dit beeld (en de berg zelf) worden ook genoemd in het bekende bossanovalied Corcovado, geschreven door Antônio Carlos Jobim.

## Bereikbaarheid

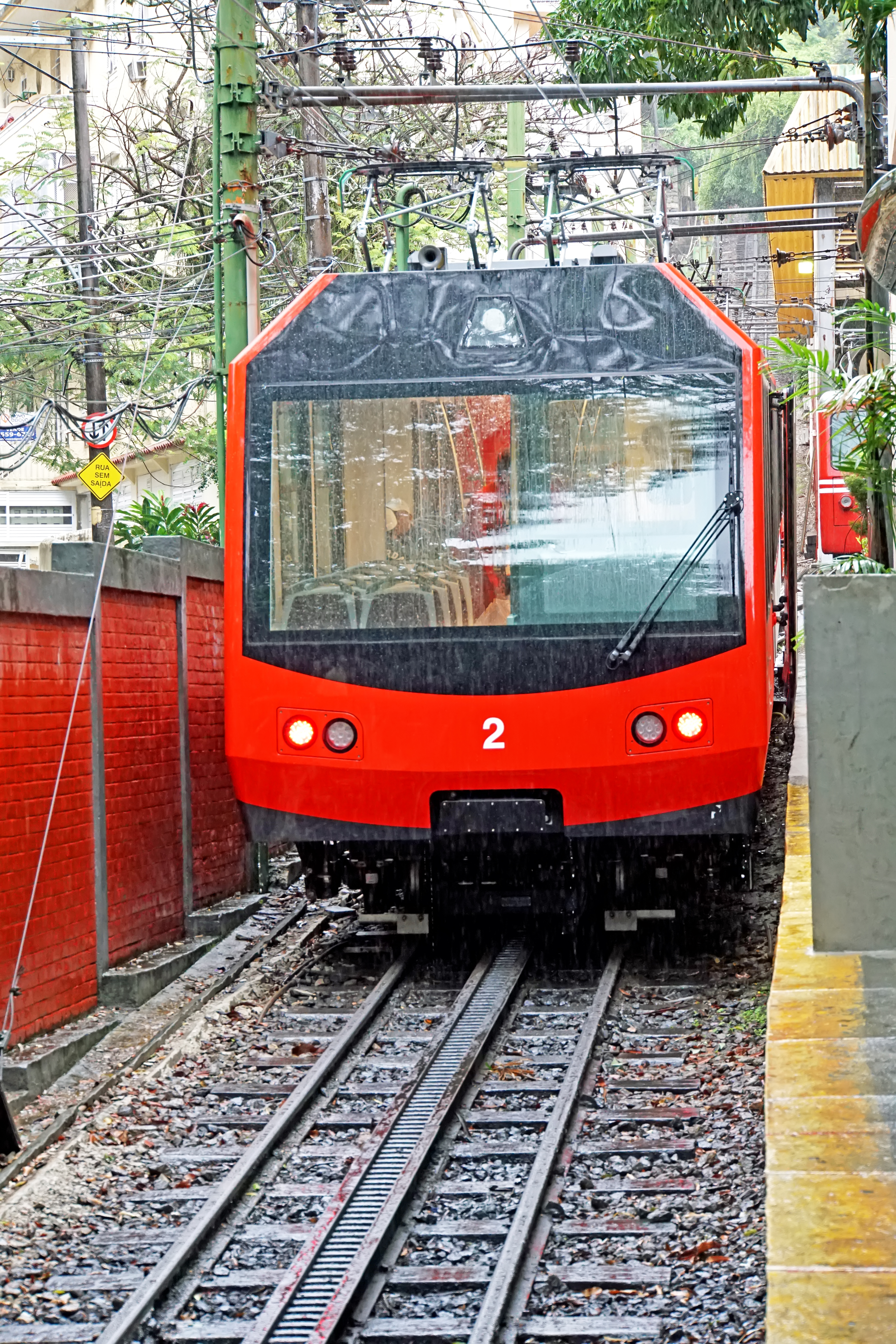
De Corcovadospoorlijn

De Corcovado is bijvoorbeeld te bereiken met de Corcovadospoorlijn. Tijdens de rit zijn kleurige standbeelden te zien die langs het spoor zijn geplaatst. De trein vertrekt vanuit Cosme Velho en is met de bus te bereiken vanuit Copacabana (lijn 180) en vanuit Ipanema met lijn 154. Het is ook mogelijk om het Christusbeeld met de auto te bereiken. Er is een kleine parkeerplaats, tegen vergoeding, boven op de berg. Ook met de taxi is het beeld en de trein te bereiken.
Sportievelingen kunnen ook te voet of met de fiets gaan. De wandeling te voet duurt ongeveer twee en een half uur en begint in Parque Lage. Met de fiets is de gemakkelijkste optie via Rua Alice in Laranjeiras.

## Galerij

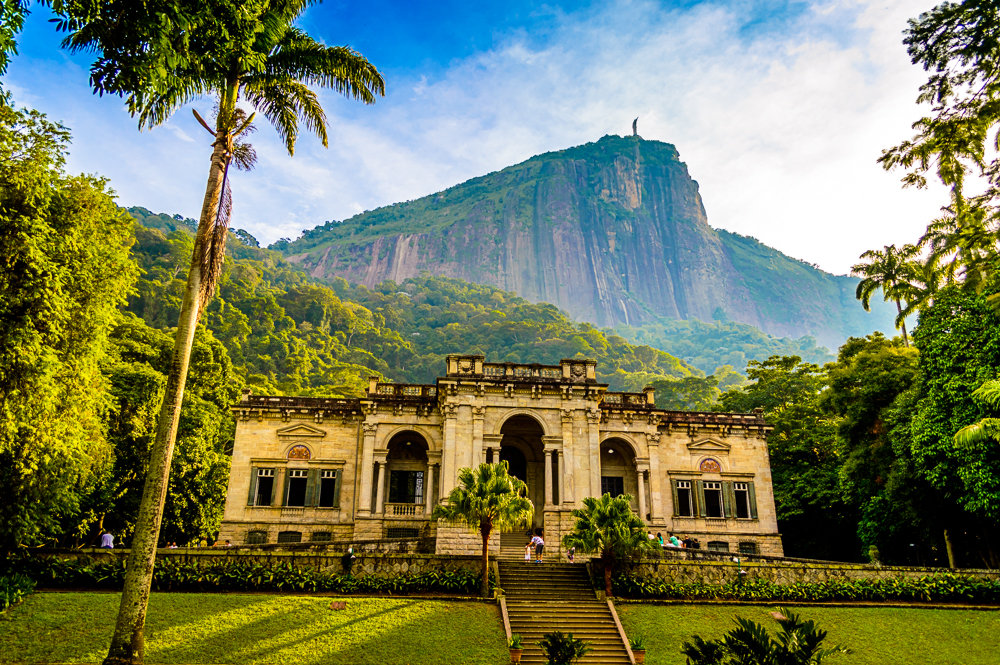
Parque Lage en Corcovado
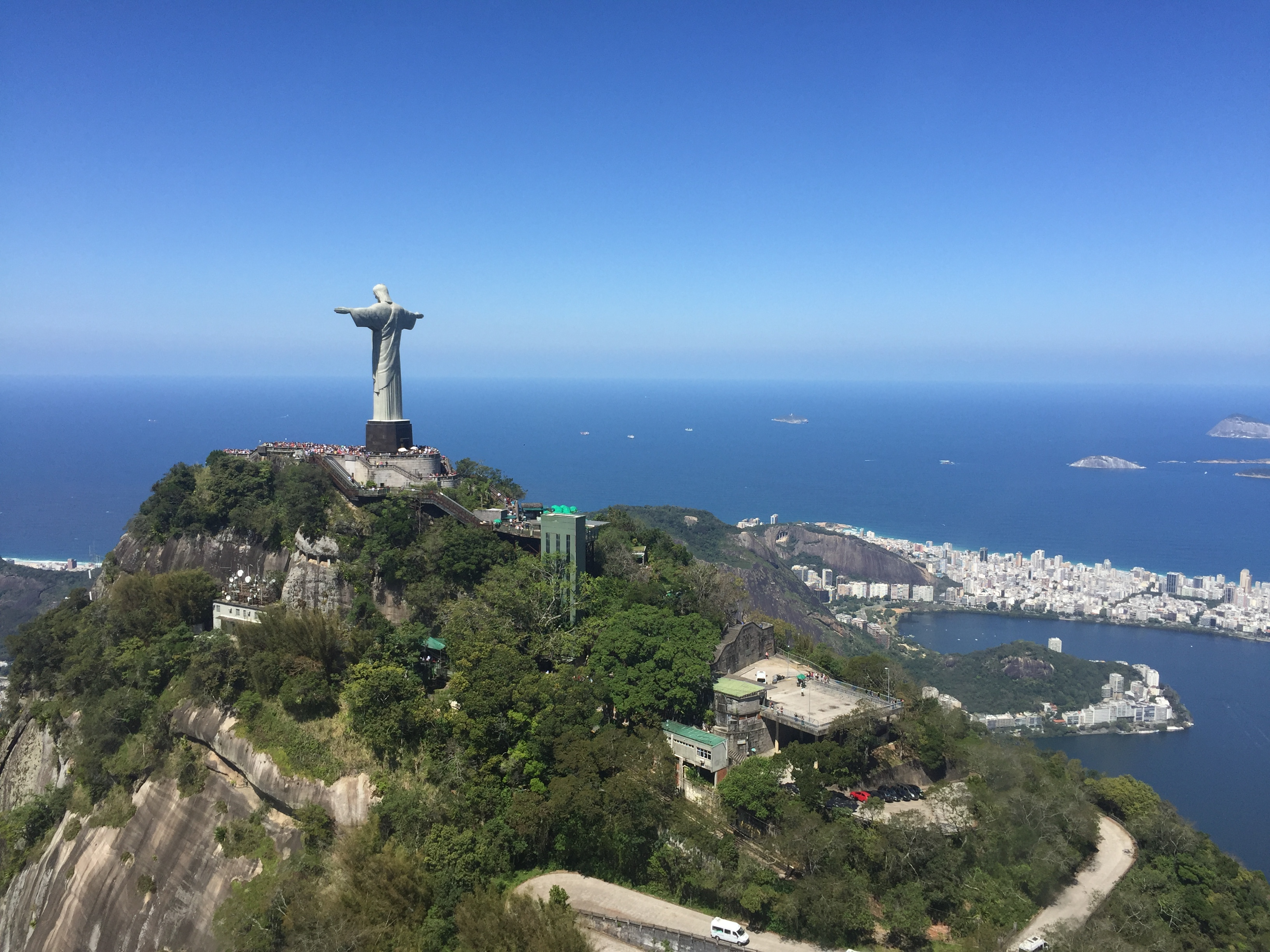
De top van de berg
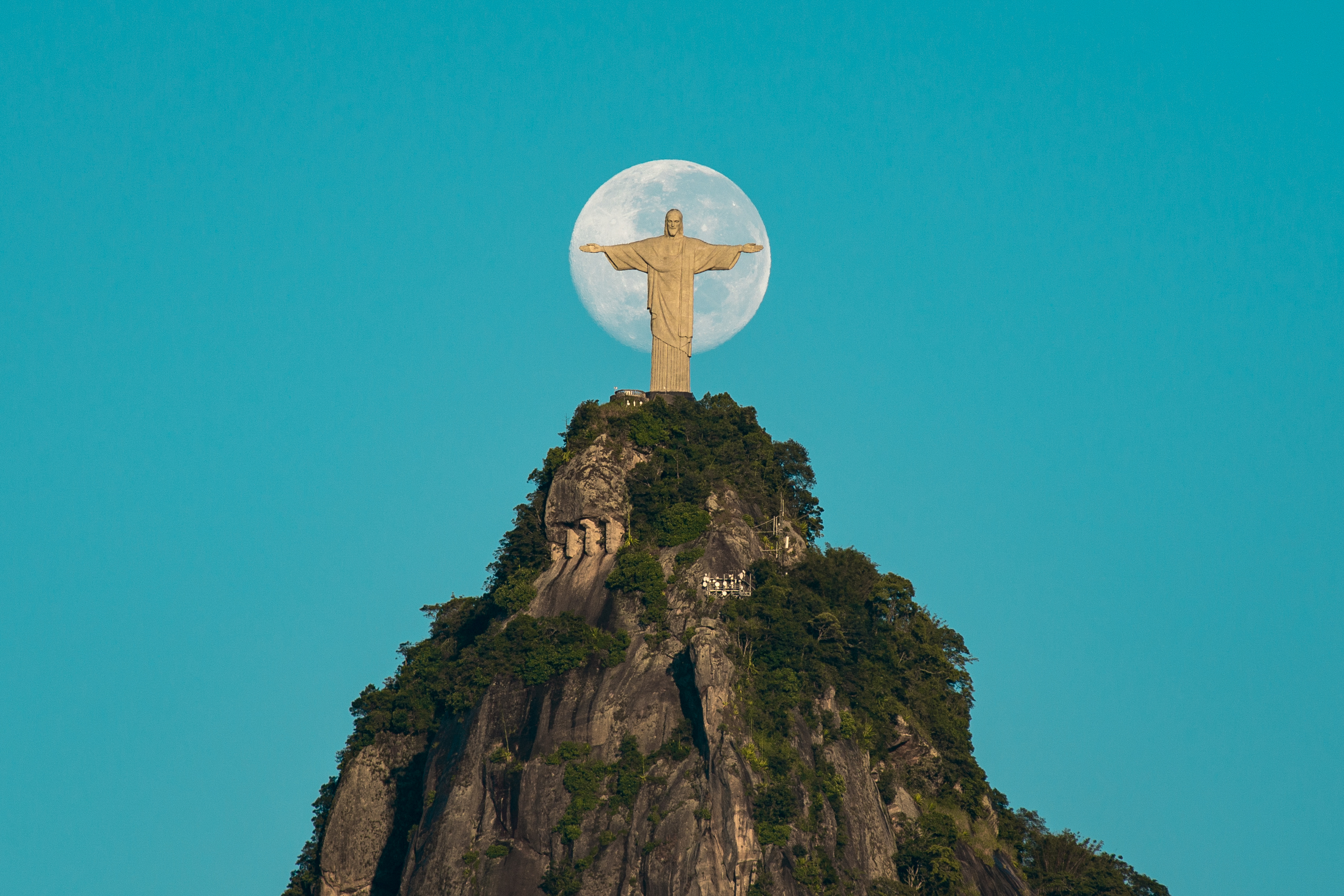
Maan met Christusbeeld